# Footwork FA12
Chronologie des modèles (1991)
Footwork A11C Footwork FA12C
La Footwork FA12 est la deuxième monoplace de Formule 1 engagée par Footwork Racing dans le cadre du championnat du monde de Formule 1 1991. Ayant disputé quatre Grands Prix, elle est pilotée par les Italiens Michele Alboreto et Alex Caffi, remplacé par le Suédois Stefan Johansson.

## Historique
La FA12 n'étant pas prête en début de saison, l'A11C, évolution de l'Arrows A11B de 1990, mue par un moteur Ford-Cosworth, est engagée. Elle s'en distingue toutefois par son moteur V12 Porsche. L'A11C s'avère très peu performante, notamment en raison d'un moteur en fait constitué de deux moteurs V6 accolés et pèse 190 kilogrammes, soit trente de plus que le moteur Honda, qui propulse les McLaren MP4/6, les meilleures monoplaces du plateau. Lors du Grand Prix inaugural, aux États-Unis, Caffi n'arrive pas à se qualifier et Alboreto est avant-dernier sur la grille. Le second Grand Prix, au Brésil, est encore moins fructueux car aucune monoplace ne se qualifie. 
Le nouvel ingénieur Alan Jenkins dévoile la nouvelle FA12 (pour Footwork-Arrows) au Grand Prix de Saint-Marin où seul Alex Caffi dispose de la FA12 et ne se qualifie pas, la monoplace souffrant du même défaut que sa devancière : le moteur est trop présent sur le train arrière et la tenue de route très aléatoire. Lors des qualifications du Grand Prix de Monaco, Caffi, au volant d'une FA12 inconduisible, est victime d'un spectaculaire accident. S'il s'en sort indemne, il est gravement blessé quelques jours plus tard dans un accident de la route, il est alors remplacé par Stefan Johansson à partir de la manche suivante. Michele Alboreto, engagé à ses côtés, prend la vingt-cinquième place devant Mika Häkkinen mais ne termine pas la course monégasque à cause de la casse de son moteur au trente-neuvième tour,. 
Au Canada, Stefan Johansson se qualifie vingt-cinquième devant Érik Comas, et Alboreto est vingt-et-unième devant Aguri Suzuki. En course, les deux monoplaces abandonnent, l'Italien ayant un problème d'accélérateur au bout de deux tours, tandis que son coéquipier est victime de la casse de son moteur Porsche au quarante-huitième tour,. Au Mexique, seul Alboreto se qualifie à la vingt-sixième et dernière place. Il ne termine pas la course car, dans le banking du circuit, la force centrifuge provoque le déjaugeage du circuit d'huile, l'obligeant à abandonner au vingt-quatrième tour. 
C'en est trop et Jackie Oliver décide de se débarrasser du moteur Porsche pour reprendre un moteur Ford-Cosworth à partir du Grand Prix de France. Une nouvelle monoplace, la Footwork FA12C, est conçue en catastrophe pour s'adapter au moteur V8. La première saison de Footwork-Arrows se solde par une dix-septième place en championnat du monde, avec aucun point marqué, ce qui n'était jamais arrivé du temps d'Arrows.

## Résultats en championnat du monde de Formule 1
| Saison | Écurie                            | Moteur          | Pneus    | Pilotes          | Courses | Courses | Courses | Courses | Courses | Courses | Courses | Courses | Courses | Courses | Courses | Courses | Courses | Courses | Courses | Courses | Points inscrits | Classement |
| Saison | Écurie                            | Moteur          | Pneus    | Pilotes          | 1       | 2       | 3       | 4       | 5       | 6       | 7       | 8       | 9       | 10      | 11      | 12      | 13      | 14      | 15      | 16      | Points inscrits | Classement |
| ------ | --------------------------------- | --------------- | -------- | ---------------- | ------- | ------- | ------- | ------- | ------- | ------- | ------- | ------- | ------- | ------- | ------- | ------- | ------- | ------- | ------- | ------- | --------------- | ---------- |
| 1991   | Footwork Grand Prix International | Porsche 3.5 V12 | Goodyear |                  | USA     | BRÉ     | SMR     | MON     | CAN     | MEX     | FRA     | GBR     | ALL     | HON     | BEL     | ITA     | POR     | ESP     | JAP     | AUS     | 0               | 17e        |
| 1991   | Footwork Grand Prix International | Porsche 3.5 V12 | Goodyear | Michele Alboreto |         |         |         | Abd     | Abd     | Abd     |         |         |         |         |         |         |         |         |         |         | 0               | 17e        |
| 1991   | Footwork Grand Prix International | Porsche 3.5 V12 | Goodyear | Alex Caffi       |         |         | Nq      | Nq      |         |         |         |         |         |         |         |         |         |         |         |         | 0               | 17e        |
| 1991   | Footwork Grand Prix International | Porsche 3.5 V12 | Goodyear | Stefan Johansson |         |         |         |         | Abd     | Nq      |         |         |         |         |         |         |         |         |         |         | 0               | 17e        |

Légende : ici 